# You Took the Words Right Out of My Mouth
You Took the Words Right Out of My Mouth (conosciuto anche come Hot Summer Night)  è il primo singolo pubblicato negli Stati Uniti da Meat Loaf nella sua carriera. L'album da cui è tratto è Bat Out of Hell, scritto da Jim Steinman.

## Produzione
Secondo alcune voci, Steve Popovich ascoltò l'introduzione della canzone e questa divenne uno dei veri motivi per cui decise di produrre Bat Out of Hell per la Cleveland International Records.
Secondo la sua autobiografia, Meat Loaf chiese a Steinman di scrivere una canzone che fosse lunga 15 o 20 minuti e che fosse una canzone pop. Nell'autobiografia, la canzone è datata al 1975 e divenne uno dei fattori fondamentali per la loro decisione di scrivere un album insieme.
Quando venne pubblicato, non fu un successo, perché le critiche lo consideravano troppo teatrale. La canzone non fu pienamente apprezzata fino a quando non divenne il lato B di "Paradise by the Dashboard Light".

## Video musicale
Il video, così come quello di Two Out of Three Ain't Bad e Paradise by the Dashboard Light, e altre tratte da Bat Out of Hell, è filmato nello studio di registrazione come una vera performance live, con Meat Loaf vestito nel suo classico abbigliamento, una camicia da sera piena di ricami e una cravatta rossa.